# Fremont (Iowa)
Fremont – miasto w Stanach Zjednoczonych, w stanie Iowa, w hrabstwie Mahaska. Zgodnie ze spisem statystycznym z 2000 roku, miasto liczyło 704 mieszkańców.